# NGC 7685
NGC 7685 is een balkspiraalstelsel in het sterrenbeeld Vissen. Het hemelobject werd op 30 augustus 1785 ontdekt door de Duits-Britse astronoom William Herschel.

## Synoniemen
- UGC 12638
- MCG 1-59-87
- ZWG 406.121
- IRAS 23279+0337
- PGC 71628